# Castle of Tarifa
Castle of Tarifa är ett slott i Spanien.   Det ligger i provinsen Provincia de Cádiz och regionen Andalusien, i den södra delen av landet, 500 km söder om huvudstaden Madrid. Castle of Tarifa ligger 14 meter över havet.
Terrängen runt Castle of Tarifa är kuperad norrut, men österut är den platt. Havet är nära Castle of Tarifa åt sydväst.  Närmaste större samhälle är Algeciras, 19,2 km nordost om Castle of Tarifa. 